# Usman'
Usman' è una città della Russia europea sudoccidentale (oblast' di Lipeck), situata sulle sponde del fiume omonimo, 75 chilometri a sud del capoluogo: è il centro amministrativo del distretto omonimo.

## Società

### Evoluzione demografica
Fonte: mojgorod.ru
- 1897: 9.800
- 1926: 7.000
- 1939: 11.400
- 1959: 11.900
- 1970: 20.200
- 1989: 20.900
- 2007: 19.400